# Преска-при-Добрничу
Преска-при-Добрничу (словен. Preska pri Dobrniču) — поселення в общині Требнє, регіон Південно-Східна Словенія, Словенія.